# El Carmen de Viboral
El Carmen de Viboral és una ciutat i municipi del departament colombià d'Antioquia. Forma part de la subregió d’Antioquia Oriental. El Carmen de Viboral és un petit poble especialitzat en ceràmica. Moltes botigues permeten als visitants veure com es fa la ceràmica i altres artesanies. Es troba a 54 km de Medellín, la capital del departament d'Antioquia.

## Ceràmica
El Carmen de Viboral és molt conegut per la seva ceràmica artesanal. Que es remunta al segle xix (1870-1880) quan Eliseo Pareja va arribar i va trobar la riquesa de la regió en feldespat i quars, minerals fonamentals en la fabricació de la ceràmica. La ceràmica d'El Carmen de Viboral combinava la tradició indígena i espanyola amb les aspiracions americanes. Són úniques a la regió i al món. No hi ha dues peces de ceràmica iguals, ja que tot està pintat a mà de manera única.